# Theater der Schatten
Das Theater der Schatten, 1984 von Norbert Götz gegründet, beschäftigt sich mit unterschiedlichen Darstellungsformen des zeitgenössischen Schattentheaters. In den 1980er Jahren entstanden Stücke in der Technik der Polarisation, durch die das Licht zerlegt werden kann und auf der Leinwand farbig erscheint. In einer dann folgenden zehnjährigen Experimentierphase wurden aus dem Bereich der Halogenlampen heraus Leuchtmittel entwickelt, deren Abstrahlfläche nur noch ein winziger Punkt ist und die deshalb außergewöhnlich scharf konturierte Schatten und Reflexionen erzeugen. 
Die Verwendung solcher Lichtquellen erweitert die Möglichkeiten der Darstellung um ein Vielfaches: dreidimensionale Figuren können verwendet und von der Leinwand entfernt geführt werden, das Licht kann bewegt werden und es wird möglich, für den Zuschauer sichtbar vor der Leinwand zu spielen. In jedem Fall bleiben die Schatten scharf. 
Das „Theater der Schatten“ bespielt zwei feste Spielorte in Bamberg. Die Katharinenkapelle am Domplatz, der älteste Raum der Stadt, ist der Aufführungsort des Stückes „Licht und Schatten in Bamberg“, einer theatralischen Zeitreise durch die Stadtgeschichte. Das „Neue Palais“ in der Luitpoldstrasse ist der Raum für die Premieren des Theaters. Im Winterhalbjahr ist das Theater auf Tournee vorwiegend in Süddeutschland und den umgrenzenden Ländern.
Das Repertoire des Theaters umfasst sowohl Arbeiten für Erwachsene als auch für Kinder. Es zeichnet sich aus durch eine vielfältige Verwendung von Licht und Schatten und immer wieder neuen Formen der dramaturgischen Darstellung.